# Wilk tybetański
Wilk tybetański (Canis lupus laniger) – wilk o długim ciemnoszarawym lub czerwonawoszarym włosie, przodek jednej z linii ras psa domowego – molosów (np. bernardyna, mastiffa tybetańskiego). Zamieszkuje Tybet, północne Indie, Bhutan, Nepal, wschodnie Chiny, Mandżurię i Mongolię oraz południowo-zachodnią Rosję. Przez Nowaka (1995) zaliczony do podgatunku Canis lupus lupus. Badania czaszki potwierdziły to sklasyfikowanie. Obecnie wilk tybetański jest kolejnym geograficznym przedstawicielem podgatunku wilka euroazjatyckiego.